# Lampada a scarica senza elettrodo
La lampada a scarica senza elettrodo, comunemente indicata come EDL, sigla dell'inglese electrodeless discharge lamp, è un tipo di lampada a scarica.
Questa lampada è usata come sorgente in spettroscopia di assorbimento atomico.
La sua peculiarità principale consiste nel fornire una radiazione elettromagnetica di lunghezza d'onda precisa e dall'ampiezza di banda molto ristretta, necessaria per ottenere lo spettro di assorbimento a righe tipico degli atomi.
L'emissione della lampada non viene causata da elettrodi. L'elemento emettitore è invece contenuto in un bulbo di quarzo, sotto forma di metallo o sale, insieme ad argon a bassa pressione, circondato da una spirale metallica (RF coil).
La spirale genera un campo elettrico a radiofrequenza. Il gas contenuto nel bulbo si ionizza e cede il suo contenuto energetico all'elemento eccitandolo. Questo, ritornando allo stato fondamentale, emette successivamente fotoni di lunghezza d'onda caratteristica.
I fotoni emessi passano poi attraverso un monocromatore, che ha lo scopo di selezionare solo le lunghezze d'onda caratteristiche del materiale da analizzare.
L'emissione che si ottiene è circa 10 volte più intensa rispetto ad una lampada a catodo cavo.
La lampada a scarica senza elettrodi è però utilizzabile solo con 15 elementi.